# 175
Rok 175 (CLXXV) byl nepřestupný rok, který podle juliánského kalendáře započal sobotou. V té době byl tento rok znám jako Rok konzulátu Pisa a Iuliana nebo jako rok 928 Ab urbe condita (od založení Říma). Označení jako rok 175 se objevilo ve středověku, kdy Evropa přešla na systém zápisu letopočtu Anno Domini (leta páně) 

## Události
- Marcus Aurelius potlačuje vzpouru Avidia Cassia, guvernéra Sýrie, poté, co se prohlásil císařem.
- Avidius Cassius neuspěl s podporou římských úředníků a byl zavražděn. Jeho hlava byla poslána do Říma, kde se Marcus Aurelius před senátem omluvil jeho rodině.
- Commodus, syn Marca Aurelia a jeho manželky Faustiny, je jmenován césarem.
- Konfuciánští učenci se snaží zajistit svou kapacitu na královském dvoře Číny. Jsou zmasakrováni eunuchy.
- Eleutherus se stává třináctým papežem, ve funkci nahrazuje Sotera.

#### Probíhající události
- 165–180: Antoninský mor

## Narození
- Ammónios Sakkás, egyptský filozof († 242)
- Poncián, 18. papež († 235)

## Úmrtí
- Marcus Cornelius Fronto, římský řečník, právník a básník (* okolo 100)
- Arriános, řecký úředník, politik, voják a spisovatel (* asi 95)
- Avidius Cassius, guvernér Sýrie (* 130)
- Soter, 12. papež (* ???)

## Hlavy států
- Papež – Soter? (166/167–174/175) » Eleutherus (174/175–185/193)
- Římská říše – Marcus Aurelius (161–180)
- Parthská říše – Vologaisés IV. (147/148–191/192)
- Kušánská říše – Huviška (151–190)
- Čína, dynastie Chan (206 př. n. l. – 220 n. l.)
- Japonsko (region Jamataikoku) – královna Himiko (175–248)